# Белый король, красная королева
«Белый король, красная королева» — художественный фильм режиссёра Сергея Бодрова — старшего.

## Сюжет
1990-е годы. Профсоюзная делегация, возглавляемая бывшей сотрудницей института марксизма-ленинизма Екатериной, прибывает в небольшой швейцарский городок. В том же отеле останавливается гроссмейстер Алексей Горюнов, 20 лет назад оставшийся на Западе и всю жизнь безнадёжно любивший Катерину. Его чувства остались неизменны, и он просит её остаться.

## В ролях
| Актёр             | Роль                                                                   |
| ----------------- | ---------------------------------------------------------------------- |
| Татьяна Васильева | Екатерина, бывшая сотрудница института марксизма-ленинизма             |
| Андре Дюссолье    | Алексей Горюнов, гроссмейстер-эмигрант (озвучивал Александр Феклистов) |
| Армен Джигарханян | Макеев                                                                 |
| Владимир Ильин    | Золин                                                                  |
| Алексей Жарков    | Сергей Жиров                                                           |
| Татьяна Кравченко | Ирина Тищенко                                                          |
| Сергей Бодров мл. | посыльный швейцар                                                      |
| Андрей Ташков     | Николай Тюрин                                                          |
| Андрей Бархударов |                                                                        |

## Награды
- 1993 — Премия «Ника» за лучшую музыку к фильму — Исаак Шварц